# Tajemství Yosemitského národního parku
Tajemství Yosemitského národního parku (Secret Yosemite) je americký hodinový dokumentární film z produkce kanálu National Geographic Channel. Dokument zkoumá všechny různé formy života, které se vyskytují na území Yosemitského národního parku (divoké kočky, medvědi grizzly, hadi...). Premiéru měl v roce 2007. V Česku již vyšel na DVD.